# Винклер, Маргарет
Маргарет Дж. Уинклер (англ. Margaret J. Winkler; 22 апреля 1895, Венгрия — 21 июня 1990, Мамаронек, Нью-Йорк) — американская продюсер и кинопрокатчик, работала в сфере мультипликации в 1920-е годы.

## Биография
Родилась в Австро-Венгрии, в детстве её семья перебралась в США. В 1914 году стала личным секретарём Гарри Уорнера, одного из основателей Warner Bros.
В 1921 году основала собственную компанию-кинодистрибьютор M.J. Winkler Pictures. Компания Уинклер финансировала и занималась прокатом мультфильмов о коте Феликсе студии П. Салливана и серии мультфильмов «Из чернильницы» (Out of the Inkwell) братьев Флейшеров.
В 1923 году Уинклер согласилась быть дистрибьютором фильма Уолта Диснея «Страна чудес Алисы» и предложила оплатить производство серии фильмов об Алисе, что позволило Диснею основать собственную студию. Исследователями признаётся ключевая роль Уинклер в развитии индустрии мультипликации 1920-х годов.
В конце 1923 года вышла замуж за Чарльза Минца, после чего управление компанией постепенно перешло к мужу. В 1926 году окончательно ушла из киноиндустрии.